# 내서중학교 (경남)
내서중학교(內西中學校)는 대한민국 경상남도 창원시 마산회원구 내서읍 중리에 있는 공립 중학교이다.

## 학교 연혁
- 1954년 5월 31일 : 내서중학교 설립인가
- 2012년 3월 1일 : 창의·인성 모델학교 운영(3년간)
- 2014년 3월 1일 : 영어독서교육 선도학교 운영(2년간)
- 2020년 3월 1일 : 미래교육 선도학교 운영(2020~2022)
- 2023년 2월 8일 : 제67회 졸업식(81명 졸업, 누계 10,438명)
- 2023년 3월 1일 : 9학급 인가(일반 8,특수 1)
- 2023년 3월 1일 : 제30대 문가매 교장 취임
- 2023년 3월 2일 : 2023학년도 신입생 입학(57명)

## 참고 자료
- 내서중학교 - 한국교육학술정보원 학교알리미